# أدريانا كورونا
أدريانا كورونا (بالإسبانية: Adriana Corona)‏ هي تريثلت مكسيكية، ولدت في 7 أبريل 1980 في غوادالاخارا في المكسيك.

## وصلات خارجية
- أدريانا كورونا على موقع اتحاد الترياتلون الدولي (الإنجليزية)
- أدريانا كورونا على موقع اللجنة الأولمبية الدولية (الإنجليزية)
- أدريانا كورونا على موقع أوليمبيديا (الإنجليزية)